# Sublimis Deus

Wappen Papst Pauls III.

Sublimis Deus (benannt nach den lateinischen Anfangsworten: Der erhabene Gott) ist eine päpstliche Bulle, die von Papst Paul III. am 2. Juni 1537 verkündet wurde. Sie verbot die Versklavung der indianischen Ureinwohner von Amerika und aller anderen Menschen.

## Inhalt
Der Papst wiederholte dabei seine Position, die er einen Monat zuvor, in dem Breve Veritas ipsa vom 2. Mai 1537 an Kardinal Juan de Tavera, den Erzbischof von Toledo, vertreten hatte. Paul III. erklärte, dass die Indianer „vernunftbegabte Wesen mit einer Seele seien“, und wies jede gegenteilige Behauptung als teuflisch zurück. Er verdammte ihre Erniedrigung zu Sklaven als null und nichtig. Dies gelte für alle Völker, auch für bisher unentdeckte. Er sprach ihnen das Recht auf Freiheit und Eigentum zu und schloss mit einem Ausruf für deren Christianisierung. Die Missionare sollen „durch Predigt und gutes Beispiel zum christlichen Glauben einladen“. Denn den Indianern stehe infolge ihrer Freiheit vor Gott und dem Gesetz das Recht zu, sich taufen zu lassen.

## Wirkung
Die Bulle hatte einen starken Einfluss auf den Disput von Valladolid, sie ist eine „Magna Charta des Völkerrechts“ (Hans-Jürgen Prien). Die in ihr ausgedrückten Prinzipien wurden schließlich die offizielle Position von Karl V., dem Kaiser und König von Spanien; jedoch wurde diese häufig von den Siedlern und den Konquistadoren ignoriert. Wenngleich die Bulle Sublimis Deus immer wieder missachtet wurde, blieb sie doch jener Anker, an dem die Missionare ihren Kampf zur Verteidigung der Menschenrechte der Indianer festmachen konnten.

## Hintergrund
Mit der europäischen Entdeckung Amerikas erhoben sich Spekulationen über die Frage, ob die indigene Bevölkerung dieser Länder „wahre Menschen“ seien oder nicht. Diese Frage war entscheidend, um die Misshandlungen der Einheimischen durch die Eroberer zu rechtfertigen. Eine starke Fraktion glaubte, dass diese Völker „nicht menschlich“ seien. Sie spekulierten, dass Gott ihnen das Christentum und das Evangelium so lange vorenthalten habe, weil es sich nicht um menschliche Wesen mit Seelen handele und sie daher zu keiner Erlösung fähig seien. Gemäß dem Neuen Testament wurde das Evangelium schon zu den Zeiten der Apostel „allen Völkern“ gepredigt (Kol 1,23  und Röm 16,25–26 ), so dass die neu entdeckten Völker, die das Evangelium nicht kannten, offensichtlich nicht als der Menschheit zugehörig gelten konnten. Nach gängiger Auffassung der Zeit teilte man die Menschheit zudem in drei Rassen ein (Europäer, Asiaten und Afrikaner), die den Nachkommen der Söhne Noahs entsprachen, und die amerikanische Bevölkerung passte nicht in dieses Schema. Stimmen, die den indigenen Bewohnern Amerikas dennoch menschlichen Status zuerkennen wollten und damit für eine (im Grundsatz friedliche) Missionsarbeit und „normale“ Behandlung durch die Europäer plädierten, stießen daher auf starken Widerstand. Dieser beruhte nicht zuletzt auch auf starken wirtschaftlichen Interessen: Erkannte man den Indianern ihren menschlichen Status ab, so verloren sie gleichzeitig auch jedes Anrecht auf eigenen Landbesitz, konnten wie Tiere zu Arbeiten herangezogen werden usw.; dies war entscheidend für die Inbesitznahme und die Wirtschaftsweise der Europäer in der Neuen Welt. Insofern stellte die Bulle von 1537 eine nicht nur in ethischer Hinsicht weitreichende Vorgabe dar.

## Bibliographie

### Edition
- Josef Metzler (Hrsg.): America Pontificia primi saeculi evangelizationis (1493–1592). Documenta pontificia ex registris et minutis praesertim in Archivo Secreto Vaticano existentibus. Libreria Editrice Vaticana, Città del Vaticano 1991. Bd. I: 1493–1562. ISBN 88-209-1699-1. Veritas ipsa (Sublimis deus; Excelsus deus) Nr. 84, S. 364–366.
- Francisco Javier Hernáez (Hrsg.): Colección de Bulas, Breves y otros documentos relativos a la Iglesia de América y Filipinas. Bd. I, Brüssel 1879, S. 102–103.

### Übersetzung
- Jakob Baumgartner: Mission und Liturgie in Mexiko. Bd. 1: Der Gottesdienst in der jungen Kirche Neuspaniens. Immensee 1971, S. 122–123; wieder abgedruckt in: Michael Sievernich u. a. (Hrsg.): Conquista und Evangelisation – 500 Jahre Orden in Lateinamerika. Mainz 1992, ISBN 3-7867-1649-8, S. 475–476.